# Autostrada A6 (Niemcy)
Autostrada A6 (niem. Bundesautobahn 6 (BAB 6) także Autobahn 6 (A6)) – autostrada w Niemczech przebiegająca przez południowe Niemcy na osi wschód-zachód, od Saarbrücken przy granicy z Francją, gdzie łączy się z francuską autostradą A320, do Waidhaus przy granicy z Czechami, gdzie łączy się z czeską autostradą D5.
Brakujący odcinek nieopodal miasta Amberg (około 20 km) otwarto 10 września 2008. Odcinek niedaleko czeskiej granicy na wschód od autostrady A93 został otwarty 6 października 2006.

## Odcinki międzynarodowe

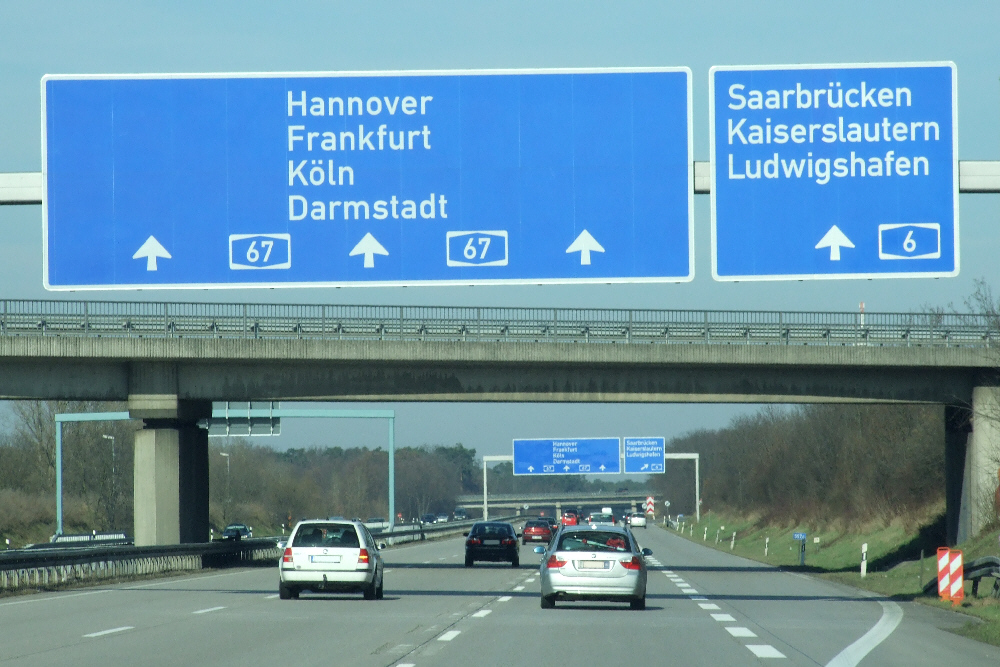
Skrzyżowanie A6 z A67 na węźle Viernheimer Dreieck

Autostrada A6 jest częścią trasy europejskiej E50, zwanej też Via Carolina.